# 阿部薫 (俳優)
阿部 薫（あべ かおる、1980年3月27日 - ）は、日本の俳優。秋田県出身。GURRE（ギュラ）所属。

## 来歴・人物
秋田市立外旭川小学校・秋田市立外旭川中学校・秋田県立秋田工業高等学校定時制課程卒業後、2000年に俳優デビュー。
テレビドラマ・舞台・映画の端役の出演を経て、2003年『爆竜戦隊アバレンジャー』でアスカ / アバレブラック役を演じる。『百獣戦隊ガオレンジャー』および『忍風戦隊ハリケンジャー』のオーディションも受けていたがいずれも落選し、3回目のオーディションでようやく合格した。
2007年3月9日に発売された『轟轟戦隊ボウケンジャーVSスーパー戦隊』にも、アスカ / アバレブラック役として出演した。
趣味は、ピアノ、ギター。特技は、アクション、バスケットボール。

## 出演

### テレビドラマ
- ルーキー! 第9話「死体がない!!密室殺人の謎」（2001年6月5日、関西テレビ・フジテレビ系） - 吉沢洋介 役
- 爆竜戦隊アバレンジャー（2003年2月16日 - 2004年2月8日、テレビ朝日） - アスカ / アバレブラック 役
- 愛の劇場 よい子の味方（2004年6月7日 - 7月16日、TBS） - 青山洋平 役
- こちら本池上署（TBS） - 千葉銀四郎  役
  - 第4シリーズ（2004年10月11日 - 12月27日）
  - 第5シリーズ（2005年6月13日 - 9月12日）
- 火曜サスペンス劇場 検事 霞夕子24 隣の関係・夫に捨てられた妻と妻を寝取られた夫が青花に込めた禁断愛（2004年12月7日、日本テレビ）
- 京都地検の女 第2シリーズ（2005年1月13日 - 3月17日、テレビ朝日） - 星野修 役
- 7人の女弁護士 第6話「新宿No.1ホストの罠! 殺されたナースの謎」（2006年5月18日、テレビ朝日） - 浅原誠治 役
- 警視庁捜査一課9係 第9話「冷凍花嫁」（2006年6月14日、テレビ朝日） - 緒方明久 役
- 金曜エンタテイメント 温泉名物女将!湯の町事件簿（6）（2006年6月23日、フジテレビ） - 柴田豊 役
- 愛の劇場 結婚式へ行こう! 第26話 - 第28話（2007年1月29日 - 31日、TBS） - 松永博樹 役
- 警視庁捜査ファイル さくら署の女たち 第1話「殺人刑事」（2007年7月11日、テレビ朝日） - 田崎俊平 役
- TOYOTA MARK X SHORT STORY〜走り続ける男たち〜（2007年11月11日、BS日テレ） - 三橋 役
- 相棒 season6 第10話「寝台特急カシオペア殺人事件！上野～札幌1200kmを走る豪華密室！犯人はこの中にいる!!」（2008年1月1日、テレビ朝日） - 藤北篤 役
- 陽炎の辻2 〜居眠り磐音 江戸双紙〜 第6話「闇討ち」（2008年10月11日、NHK総合） - 逸見忠篤 役
- 非婚同盟 第22話 - 第28話・第40話（2009年2月3日 - 11日・27日、東海テレビ・フジテレビ系） - 柏木功介 役
- 行列48時間 第3話 - 最終話（2009年10月30日 - 11月27日、NHK総合） - 野上 役
- 科捜研の女 第12シリーズ 第2話「枯山水殺人!作られた密室、描き直した紋様の秘密…」（2013年1月17日、テレビ朝日） - 有田弘道 役
- ほっとけない魔女たち 第11話 - 第15話（2014年9月15日 - 19日、東海テレビ・フジテレビ系） - 崎本レイジ 役
- そこをなんとか2 最終話「光のさす方へ」（2014年9月21日、NHK BSプレミアム）
- 土曜ワイド劇場 棟居刑事の偽完全犯罪（2016年4月23日、テレビ朝日） - 有本昌良 役
- 山本周五郎時代劇 武士の魂 第四話「山だち問答」（2017年5月16日、BSジャパン）
- 神ちゅーんず 〜鳴らせ!DTM女子〜 第2話・第3話、第7話、最終話（2019年4月14日・21日、5月19日、6月9日、ABCテレビ・テレビ朝日系） - カメラマン 役
- 実録ドラマ 3つの取調室～埼玉愛犬家連続殺人事件～（2020年10月4日、フジテレビ）
- 警視庁アウトサイダー 最終話「涙の結末」（2023年3月2日、テレビ朝日） - 「一途会」の構成員 役[4]

### テレビ番組
- 踊る!さんま御殿!!（2003年11月4日、日本テレビ）
- Let's天才てれびくん（2017年2月20日・21日、NHK Eテレ） - 五郎 役

### 映画
- 銀の男 六本木伝説（2002年1月19日、	シー・アイ・エー） - 山森彰弘 役
- 爆竜戦隊アバレンジャー DELUXE アバレサマーはキンキン中!（2003年8月16日、東映） - アスカ / アバレブラック 役
- 1980（2003年12月16日、東京テアトル） - 赤田 役
- D.P（2004年8月7日、ケイエスエス） - 市川 役
- 今日からヒットマン（2009年9月26日、東映ビデオ） - 猫太 役
- 憐れみムマシカ（2010年7月31日、ジェリーフィッシュフィルム） - 清水 役
- SHIGEOH（2012年6月23日 - 7月6日、ユーロスペース / 7月14日 - 31日、Tokyo story cafe 3階 シアター）

### 配信ドラマ
- メディシネマ「第三の訪問者」（2004年9月27日 - 2005年6月6日） - 主演・直利壮太郎 役
- 恋愛メビウス Episode 1「Door」（2005年12月30日 - 2006年1月13日、Pod TV） - 主演・中村孝 役（柳沢ななとダブル主演）
- 恋する血液型 シーズン2 A型編（2009年、NTT DoCoMo・au） - 聡 役
- ヨドンナ THE FINAL（2024年3月3日、東映特撮ファンクラブ） - 大野 役[5]

### オリジナルビデオ
- スーパー戦隊シリーズ - アスカ / アバレブラック 役
  - 爆竜戦隊アバレンジャーVSハリケンジャー（2004年3月12日、東映ビデオ）
  - 特捜戦隊デカレンジャーVSアバレンジャー（2005年3月21日、東映ビデオ）
  - 轟轟戦隊ボウケンジャーVSスーパー戦隊（2007年3月21日、東映ビデオ）
  - 爆竜戦隊アバレンジャー 20th 許されざるアバレ（2024年3月27日、東映ビデオ）[6]

### CM
- アサヒビール「アサヒスーパードライ 第三弾 夏」1クール
- 第一三共ヘルスケア「プレコール持続性カプセル」
- バンダイ エアショックバトル 1/12 ビームサーベル「機能（モード）説明」篇（2008年） - あべ 役
- ANA「『誘うドラマ』をつくってANA旅行券を当てよう！」キャンペーン（2010年 - 2011年）
- 武田薬品工業 アリナミンV Vブイッとモーニング「Vタワーからエール」篇（2013年）

### 広告
- オリンパス「ターボーMO」ポスター（2001年）
- アサヒビール「アサヒスーパードライ 第三弾 夏」1クール
- 朝日新聞社「朝日ウィークリー」（2003年）

### 舞台
- 劇団シニカルポップチョコレート「恋よ、さようなら」（2000年）
- 劇団シニカルポップチョコレート「サンキュー ジェネラル キャラット」（2000年）
- 劇団シニカルポップチョコレート「夢見る約束」（2001年）
- タイプス公演「マクベス」（2002年9月4日 - 8日、青山円形劇場） - ドナルベーン 役
- 新宿のありふれた夜（2006年4月4日 - 9日、THEATER/TOPS） - 健一 役
- 新おばこ旅館ものがたり-角館慕情-（2006年6月27日 - 29日、三越劇場） - 菊池賢二 役
- プラスイズムVol.2「EDGE SUMMER」（2006年9月2日・3日、目黒食堂） - 主演・リュウイチ 役
- プラスイズムVol.3「THE Winters Sigh」（2007年2月10日 - 12日、目黒食堂） - 主演・長田良男 役
- THE FAMILY・絆（2007年8月23日 - 25日、福岡市立少年科学文化会館ホール / 9月11日 - 17日、銀座博品館劇場） - 中居ツトム 役
- プラスイズムVol.4「Punk autumn!!」（2007年10月6日 - 8日、笹塚ファクトリー） - 主演・サナダ 役
- プラスイズムVol.5「PLUSTICISM」（2008年2月21日 - 24日、ウッディシアター中目黒） - 主演・ナオト 役
- TRASHMASTERS vol.12「BEYOND THE DOCUMENT～渇望と裁き～」（2008年5月9日 - 18日、下北沢駅前劇場）
- プラスイズムVol.6「MURAISM」（2008年11月12日 - 18日、新宿シアターブラッツ） - 主演・一ノ瀬裕 役
- プラスイズムVol.7「pride」（2009年6月11日 - 15日、池袋シアターグリーン BOX in BOX THEATER） - 山根晴雄 役
- プラスイズムVol.8「オトコノコ・オンナノコ」（2010年2月2日 - 7日、笹塚ファクトリー） - 主演・マダム 役
- TRASHMASTERS vol.14「Convention hazard～奇行遊戯～」（2010年5月26日 - 6月2日、下北沢駅前劇場）
- プラスイズムプロデュース公演「トライフル」（2010年7月27日 - 8月1日、シアターグリーン BIG TREE THEATER）
- 中津留章仁 Lovers Vol.3「黄色い叫び」（2011年4月13日 - 24日、ワーサルシアター） - 主演
- 中津留章仁 Lovers Vol.4「黄色い叫び」（2011年7月21日 - 31日、tiny alice） - 主演
- TRASHMASTERS vol.15「背水の孤島」（2011年9月9日 - 19日、笹塚ファクトリー）
- TRASHMASTERS vol.16「狂おしき怠惰」（2012年2月18日 - 29日、下北沢駅前劇場） - 薬師寺司 役
- TRASHMASTERS vol.17「背水の孤島」（2012年8月30日 - 9月2日、下北沢本多劇場）
- 国際演劇協会 日本センター 紛争地域から生まれた演劇シリーズ4 リーディング&レクチャー「第三世代」（2012年12月29日・30日、上野ストアハウス）
- 月いちリーディング「象のいる部屋」（2013年1月26日、座・高円寺 稽古場2）
- TRASHMASTERS vol.18「来訪者」（2013年3月14日 - 20日、座・高円寺1）
- TRASHMASTERS vol.19「極東の地、西の果て」（2013年7月25日 - 28日、下北沢本多劇場）

### 玩具
- 爆竜戦隊アバレンジャー ダイノブレス -MEMORIAL EDITION-（2024年2月）